# Долгомостиска
Долгомостиска (укр. Довгомостиська) — село в Судововишнянской городской общине Яворовского района Львовской области Украины.
Население по переписи 2001 года составляло 775 человек. Занимает площадь 1 км². Почтовый индекс — 81342. Телефонный код — 3234.